# Куценок Борис Самойлович
Бори́с Само́йлович Куцено́к (18 жовтня 1897, Старовичі — 21 вересня 1981, Київ) — лікар-фтизіоортопед. Доктор медичних наук (1957), професор (1959).

## Біографія
Борис Самойлович Куценок народився 18 жовтня 1897 року в Старовичі. Батько — дрібний лісопромисловець Самуїл Куценок. У Бориса Самійловича було три брати і три сестри. У 1924 році закінчив Київський медичний інститут. У 1924—1925 роках працював в Українському НДІ ортопедії. У 1930 році він став доцентом у Київському інституті вдосконалення лікарів, а потім заснував і став завідувачем клініки туберкульозу.

З 1941 по 1945 рік, під час Другої світової війни служив військовим лікарем. За спогадами Йона Дегена: 
Андрій Булгаков, мій сусід по госпітальній палаті, був льотчиком. У грудні 1941 року він вистрибнув з палаючого літака з висоти 4000 метрів. Парашут не розкрився… Прооравши глибокий сніг, льотчик з крутого укосу зісковзнув на замерзлу річку. Нестерпний біль скував поперек. Ніг він не відчував. У шпиталі визначили параліч нижніх кінцівок та перелом п'яти хребців… А через 10 років ми випадково зустрілися з ним у Києві. Андрій йшов, навіть не накульгуючи. На ноги його поставив доктор Б. Куценок. 
У 1946 році Борис Самойлович створив і очолив клініку кістково-суглобового туберкульозу і керував їй до 1980 року. Борис Куценок запропонував різні принципово нові підходи лікування та модифікував минулі методики радикальних операцій при туберкульозі суглобів і хребта. Борис Куценок вів курс з кістково-суглобового туберкульозу в Київському інституті вдосконалення лікарів.
У 1957 році став доктором медичних наук. З 1959 року — професор.
Помер 21 вересня 1981 року в Києві.

## Сім'я
- Дружина — Ганна Яківна Равицька, кандидат медичних наук[6][1];
- Син — Яків Борисович Куценок, доктор медичних наук, головний науковий співробітник відділу травматології та ортопедії дитячого віку Інституту травматології та ортопедії АМН України[6][1];
- Внучка — Анна Яківна Вовченко, кандидат медичних наук, старший науковий співробітник Інституту травматології та ортопедії[1].

## Публікації
- Роль местной аллергии в возникновении экспериментального костно-суставного туберкулеза // ВД. 1952. № 7;
- Костная пластика в оперативном лечении больных костно-суставным туберкулезом // ОТП. 1964. № 5;
- Значение хирургического метода в восстановлении трудоспособности больных туберкулезом позвоночника, осложнённых компрессией спинного мозга // Вопр. борьбы с туберкулезом: Сб. науч. работ. Челябинск, 1970;
- Реабилитация инвалидов, перенесших костно-суставный туберкулез // Туберкулез: Респ. межвед. сб. К., 1981. Вып. 13.